# Kabru
Kabru là một ngọn núi trong dãy Himalaya ở biên giới phía đông giữa Nepal và Ấn Độ. Kabru có sườn núi kéo dài đến phía nam Kangchenjunga và có đỉnh cực nam cao 7.000 mét (23.000 ft) trên thế giới.

## Leo núi
Ngọn đỉnh của núi Kabru cao 7338 m, năm 1885 (hoặc 1903) là thời điểm ghi lại độ cao của núi. Luật sư người Anh William Graham, chủ khách sạn người Thụy Sĩ Emil Boss và hướng dẫn viên núi người Thụy Sĩ Ulrich Kaufmann đã báo cáo họ đạt độ cao 30–40 feet bên dưới đỉnh, Graham mô tả nó "thấp hơn một cột băng", vào 2 giờ chiều ngày 8 tháng 10 năm 1883. Báo cáo này bị các thành viên của Câu lạc bộ Alpine và Cục Khảo sát Ấn Độ nghi ngờ, điều này đã bị loại bỏ sau đó. Phân tích gần đây cho thấy những người leo núi có thể đúng theo nhận xét của họ. Nếu Graham, Boss và Kaufmann đã leo lên tầm 7325 m trên Kabru thì độ cao này là điểm đáng chú ý vào lúc đó, phá vỡ kỷ lục độ cao hiện tại chỉ 360m (theo Aconcagua thời tiền Colombo) và cứ giữ độ cao này trong 26 năm (cho đến khi vào năm 1909, một đoàn thám hiểm do Luigi Amedeo Công tước xứ Abruzzi dẫn đầu đạt khoảng 7500 m trên Chogolisa).
Nếu báo cáo độ cao của họ bị hủy, thì việc đỉnh núi đạt kỷ lục độ cao là không thể tranh cãi vào ngày 20 tháng 10 năm 1907, khi người Na Uy Carl W. Rubenson và Monrad Aas đến trong vòng 50m sau khi leo lên. Đáng chú ý, Rubenson và Aas tin rằng Kauffmann, Boss và Graham đã đạt đến cùng một điểm 34 năm trước.
Kabru North đã được C.R.Cooke tiếp cận vào ngày 18 tháng 11 năm 1935. Nó vẫn là cuộc leo núi cao nhất cho đến năm 1953.
Theo phiên bản năm 1996 của Tạp chí Himalaya (trang 29 hàng 36), các thành viên của một đoàn thám hiểm quân đội Ấn Độ đã lên tới đỉnh Kabru IV vào tháng 5 năm 1994. Kabru South cũng được một đảng Ấn Độ leo lên vào năm 1994.
Năm 2004, một nhóm người leo núi Serbia đã không thành công khi cố gắng lên núi. Một loạt các trận tuyết lở buộc nhóm phải từ bỏ mục tiêu của mình.